# Гилберт, Джозеф Генри
Сэр Джозеф Генри Гилберт англ. Joseph Henry Gilbert;1 августа 1817 — 23 декабря 1901) — английский химик, известный своей долгой карьерой, посвященной совершенствованию методов практического сельского хозяйства, член Лондонского королевского общества.

## Жизнь
Он родился в Халле в семье Джозефа Гилберта и Энн Гилберт.Он изучал химию сначала в Глазго под руководством Томаса Томсона; затем в Университетском колледже Лондона, в лаборатории Энтони Тодда Томсона (1778-1849), профессора медицинской юриспруденции, также посещавшего лекции Томаса Грэма; и, наконец, в Университете Гиссена под руководством Либиха. По возвращении в Англию из Германии он около года работал помощником своего старого наставника А.Т. Томсона в Университетском колледже, а в 1843 году, проведя короткое время в изучении крашения и печати ситца близ Манчестера, принял руководство химической лабораторией на сельскохозяйственной экспериментальной станции, созданной Джоном Беннетом Лоусом в Ротамстеде, недалеко от Сент-Олбанса. 
Эту должность он занимал в течение пятидесяти восьми лет, до своей смерти 23 декабря 1901 года. Работа, которую он выполнил в сотрудничестве с Лоусом, включала применение химии, метеорологии, ботаники, физиологии животных и растений и геологии к методам практического сельского хозяйства.
Гилберт был избран членом Королевского общества в 1860 году, а в 1867 году был награжден Королевской медалью совместно с Лоусом. В 1880 году он возглавлял Химическую секцию Британской ассоциации на ее собрании в Суонси, а в 1882 году был президентом Лондонского химического общества, членом которого он был почти с момента его основания в 1841 году. В течение шести лет, начиная с 1884 года, он возглавлял Сибторпскую кафедру сельской экономики в Оксфорде, а также был почетным профессором в Королевском сельскохозяйственном колледже в Сайренсестере. Он был посвящен в рыцари 11 августа 1893 года в тот год, когда отмечался юбилей экспериментов в Ротамстеде.

## Внешние ссылки
- Biographical Database of the British Chemical Community: Joseph Henry Gilbert
- Royal Society citation
- National Portrait Gallery
- Rothamsted Archive Catalogue
- Correspondence of John Bennet Lawes and Joseph Henry Gilbert 1846 to 1900